# Những bà mẹ "ngoan"
Những bà mẹ "ngoan" (tên gốc tiếng Anh: Bad Moms) là một phim hài Mỹ năm 2016 được đạo diễn và biên kịch bởi Jon Lucas và Scott Moore. Phim có sự tham gia diễn xuất của Mila Kunis, Kristen Bell, Kathryn Hahn, Jay Hernandez, Annie Mumolo, Jada Pinkett Smith, và Christina Applegate.
Công việc quay phim bắt đầu được triển khai vào ngày 11 tháng 1 năm 2016 tại New Orleans. Phim được ra mắt ngày 19 tháng 7 năm 2016 tại Thành phố New York và được công chiếu tại các rạp phim tại Mỹ vào ngày 29 tháng 7 năm 2016 bởi hãng phim STX Entertainment. Những bà mẹ "ngoan" nhận được nhiều đánh giá từ hỗn tạp cho tới tích cực từ giới chuyên môn và đạt được lượng doanh thu hơn 179 triệu USD, trở thành phim điện ảnh đầu tiên của STX Entertainment vượt mốc doanh thu 100 triệu USD nội địa. Tại Việt Nam, Những bà mẹ "ngoan" được công chiếu ngày 12 tháng 8 năm 2016.

## Nội dung
Amy Mitchell (Mila Kunis) là một phụ nữ thành đạt, ngoài một sự nghiệp ổn định, cô còn có một gia đình hạnh phúc cùng những đứa con tài giỏi. Tuy nhiên, sự kỳ vọng và những chuẩn mực hà khắc trong việc làm mẹ từ Hội Phụ huynh – Giáo viên khiến Amy quá mệt mỏi và quyết định rũ bỏ mọi nguyên tắc phi lý đó. Kết hợp cùng hai người mẹ cùng chí hướng khác là Kiki (Kristen Bell) và Carla (Kathryn Hahn), bộ ba phá vỡ những khuôn mẫu cứng nhắc và lao vào một cuộc hành trình tìm kiếm sự tự do và một định nghĩa mới cho thiên chức làm mẹ.
Amy phát hiện ra chồng cô, Mike Mitchell, lừa dối cô bằng cách vụng trộm với một cô gái trên mạng, cô đuổi anh ra khỏi nhà và cố gắng làm tất cả mọi việc. Sau một ngày căng thẳng, Amy công khai rời khỏi Hội Phụ huynh trước sự bất ngờ của Hội trưởng Gwendolyn James cũng như tất cả mọi người. Tại quán bar, Amy uống rượu với Kiki và Carla. Carla là người mẹ cứng rắn bất cần đời, trong khi Kiki là người mẹ đảm đang chăm lo cho bốn đứa con mà không được chồng phụ giúp. Ba người có một đêm quậy tưng bừng trong một siêu thị. Amy bắt đầu muốn tìm bạn trai mới nhưng lại không có kinh nghiệm vì ngày xưa lấy chồng và làm mẹ quá sớm. Cuối cùng cô gặp được Jessie Harkness, một người góa vợ cũng có tình cảm với cô.
Amy mua bánh vòng ở cửa hàng đem đến trường bán, điều này khiến Gwendolyn khó chịu, cô ta dùng quyền lực để loại Jane ra khỏi đội bóng đá của trường. Amy tức giận và quyết định tranh cử chức Hội trưởng Hội Phụ huynh, đối đầu với Gwendolyn. Bữa tiệc tại nhà Amy chỉ có một người khách đến dự, những người mẹ khác đã kéo đến nhà Gwendolyn, nơi tổ chức bữa tiệc lớn hơn và có Martha Stewart đến dự. Tuy nhiên những người mẹ khác cùng với Martha đành phải rời khỏi nhà Gwendolyn vì cô ta rao giảng đạo lý suốt buổi tối, sau đó họ đã có một bữa tiệc vui vẻ thực sự tại nhà Amy.
Gwendolyn trả đũa bằng cách để chất kích thích vào tủ của Jane, buộc tội cô bé khiến cô bé bị cấm tham gia tất cả hoạt động của trường. Jane và Dylan đều đi ở với Mike vì chúng chán nản với cách làm mẹ của Amy. Amy cũng bị mất việc vì nghỉ không xin phép. Amy tuyệt vọng nằm ở nhà trong lúc diễn ra cuộc bầu cử Hội trưởng Hội Phụ huynh nhưng sau đó được Kiki và Carla thuyết phục đi tranh cử. Kiki đã biết mạnh mẽ ra lệnh cho chồng cô giải quyết mọi việc trong nhà một mình khi không có cô. Tại sự kiện, Amy diễn thuyết về việc những người mẹ làm việc quá nhiều và họ cần nghỉ ngơi, làm việc ít lại để được giảm bớt căng thẳng, quan trọng nhất là cho phép họ phạm sai lầm. Được hầu hết mọi người ủng hộ, Amy đã giành chiến thắng. Amy gặp Gwendolyn ngoài bãi đậu xe, Gwendolyn tiết lộ rằng cuộc sống cô ta không hoàn hảo như cô ta từng khoe khoang.
Vài tuần sau, sự "lãnh đạo" của Amy đã tạo ra nhiều thay đổi tích cực. Jane được tham gia đội bóng đá, Dylan biết tự chăm lo cho mình, Kiki đã được chồng phụ giúp việc trông con, Carla đã có trách nhiệm hơn với con trai cô, tất cả người mẹ khác đều cảm thấy dễ chịu hơn. Amy có lại công việc vì sếp của cô nhận ra cô là người rất quan trọng trong công ty. Amy làm hòa với Gwendolyn. Cuối phim Gwendolyn mời Amy, Kiki và Carla đi dạo chơi trên chiếc máy bay riêng của chồng cô ta.

## Diễn viên
- Mila Kunis vai Amy Mitchell
- Kristen Bell vai Kiki
- Kathryn Hahn vai Carla Dunkler
- Christina Applegate vai Gwendolyn James
- Jada Pinkett Smith vai Stacy
- Annie Mumolo vai Vicky
- Jay Hernandez vai Jessie Harkness
- Oona Laurence vai Jane Mitchell
- Emjay Anthony vai Dylan Mitchell
- David Walton vai Mike Mitchell
- Clark Duke vai Dale Kipler
- Wanda Sykes vai Bác sĩ Elizabeth Karl
- Wendell Pierce vai Hiệu trưởng Daryl Burr
- J. J. Watt vai Huấn luyện viên Craig
- Megan Ferguson vai Tessa
- Lilly Singh vai Cathy
- Billy Slaughter vai Bác sĩ thú y
- Martha Stewart vai chính cô

## Sản xuất
Ngày 30 tháng 4 năm 2015, Jon Lucas và Scott Moore được công bố là sẽ trở thành đạo diễn cho một phim điện ảnh hài hước về phụ nữ, dựa trên kịch bản gốc của họ. Bill Block từ hãng Block Entertainment và Raj Brinder Singh của hãng Merced Media Partners sẽ chịu trách nhiệm sản xuất cho phim, cùng với Judd Apatow và Josh Church từ Apatow Productions, trong khi đó hãng Merced Media sẽ lo các vấn đề tài chính. Leslie Mann ban đầu được chọn đóng vai chính cho phim. Đây là phim điện ảnh đầu tiên của Bill Block được sản xuất bởi Block Entertainment sau khi anh rời bỏ QED International. Paramount Pictures mua được bản quyền phân phối cho Những bà mẹ "ngoan" vào ngày 8 tháng 5 năm 2015. Phim được bán cho nhiều công ty phân phối quốc tế khác nhau tại Liên hoan phim Cannes 2015. Ngày 1 tháng 6 năm 2015, Mann và Apatow từ bỏ việc tham gia thực hiện phim do vấn đề xung đột lịch làm việc. Ngày 26 tháng 10 năm 2015, Paramount được công bố là đã rời bỏ dự án, cùng lúc đó STX Entertainment tiếp nhận công việc phân phối phim tại thị trường Mỹ. Ba diễn viên Mila Kunis, Christina Applegate, và Kristen Bell xác nhận tham gia dự án, trong khi Suzanne Todd sẽ đảm nhiệm vai trò sản xuất điện ảnh cùng với Block. Ngày 11 tháng 1 năm 2016, Jada Pinkett Smith và Kathryn Hahn tham gia dàn diễn viên, với Smith vào vai người bạn thân lỗ mãng của Applegate, và Hahn cũng vào vai một người mẹ. Sau đó cũng có thông tin cho biết Oona Laurence có tham gia dàn diễn xuất.

### Quay phim
Việc quay phim được bắt đầu vào ngày 11 tháng 1 năm 2016 tại New Orleans và kết thúc vào ngày 1 tháng 3 năm 2016.

## Phát hành
Tháng 5, 2015, Paramount ấn định lịch công chiếu Những bà mẹ "ngoan" vào ngày 15 tháng 4 năm 2016, nhưng sau đó vào tháng 7 năm 2015, hãng phim dời ngày phát hành sang một thời gian khác chưa xác định. Hãng STX Entertainment sau đó mua bản quyền phân phối cho phim điện ảnh này và ấn định ngày chiếu vào 19 tháng 8 năm 2016, rồi nhanh chóng dời lên ngày 29 tháng 7 năm 2016, đổi ngày chiếu cho Khoảng cách giữa chúng ta. Tại Việt Nam, Những bà mẹ "ngoan" được công chiếu ngày 12 tháng 8 năm 2016.

### Phương tiện tại gia
Những bà mẹ "ngoan" được phát hành dưới định dạng DVD và Blu-ray vào ngày 1 tháng 11 năm 2016.

## Tiếp nhận

### Doanh thu phóng vé
Những bà mẹ "ngoan" thu về tổng cộng 113,3 triệu USD tại Mỹ và Canada, và 66,1 triệu USD tại các khu vực ngoại địa, nâng mức tổng doanh thu lên 179,4 triệu USD, so với kinh phí đầu tư ban đầu chỉ vào mức 20 triệu USD.
Những bà mẹ "ngoan" được khởi chiếu tại Mỹ và Canada vào ngày 29 tháng 7 năm 2016 cùng với Siêu điệp viên Jason Bourne và Trò chơi liều mạng và được dự đoán sẽ thu về 25 triệu USD từ 3215 rạp chiếu trong dịp cuối tuần ra mắt. Phim thu về tổng cộng 2,1 triệu USD trong buổi chiếu sớm đêm thứ năm. Trong dịp cuối tuần ra mắt, phim đạt doanh thu 23,8 triệu USD, đứng thứ ba trên bảng xếp hạng doanh thu phòng vé. Vào ngày 3 tháng 9 năm 2016, phim vượt mốc doanh thu 100 triệu USD nội địa, trở thành phim điện ảnh đầu tiên của hãng phim STX Entertainment đạt được thành tựu này. Sau khi tổng hợp các số liệu về các khoản chi và thu, trang Deadline.com ước tính lợi nhuận ròng của phim có thể lên tới 50,8 triệu USD.

### Đánh giá chuyên môn
Trên trang Rotten Tomatoes, Những bà mẹ "ngoan" đạt mức đánh giá 58% dựa trên 137 bài phê bình, với điểm trung bình 5,6/10. Tại trang Metacritic, phim đạt số điểm 60 trên 100 theo ý kiến của 33 nhà phê bình. Lượt bình chọn của khán giả trên trang CinemaScore cho phim điểm "A" trên thang điểm từ A+ tới F.

## Giải thưởng
| Giải thưởng                     | Ngày                | Hạng mục                                  | Đối tượng đề cử     | Kết quả   | Nguồn  |
| ------------------------------- | ------------------- | ----------------------------------------- | ------------------- | --------- | ------ |
| Giải Sự lựa chọn của Công chúng | 18 tháng 1 năm 2017 | Phim hài được yêu thích nhất              | Những bà mẹ "ngoan" | Đoạt giải | [ 22 ] |
| Giải Sự lựa chọn của Công chúng | 18 tháng 1 năm 2017 | Nữ diễn viên phim hài được yêu thích nhất | Kristen Bell        | Đề cử     | [ 22 ] |

## Phần tiếp nối
- Tháng 10 năm 2016, STX Entertainment công bố hãng phim đã bắt đầu công việc sản xuất cho bộ phim ăn theo có tên Bad Dads và ấn định ngày công chiếu vào 14 tháng 7 năm 2017.[23][24]
- Hai đạo diễn Lucas và Moore phát biểu rằng họ có thể được tham gia thực hiện phim điện ảnh ăn theo đã công bố trước đó, nhưng hiện tại họ đang tập trung vào việc thực hiện phần tiếp theo cho Những bà mẹ "ngoan".[25] Ngày 23 tháng 12 năm 2016, A Bad Moms Christmas được công bố sẽ công chiếu vào ngày 3 tháng 11 năm 2017 và phim sẽ mang âm hưởng của kỳ nghỉ lễ, cùng với Bell, Hahn, và Kunis sẽ trở lại với các vai diễn cũ trong phần tiếp theo này.[26][27]